# 정원급 철갑함
정원급(定遠級)은 청나라 해군이 보유했던 철갑함 함급이다. 정원급은 독일에 2척이 발주되어 건조되었다.

## 개요
1880년 이홍장의 제안에 따라 1881년에 독일 ‘불칸 슈테틴’ 조선소에 발주하여 착공되었다. 청불 전쟁에 의한 중립 기간을 거쳐 1885년 10월에 톈진에 도착 청나라 해군에 취역했다.
정원급의 전체 설계는 같은 시기 독일 기갑함 ‘싹슨’(SMS Sachsen)의 1878년 설계를 기반으로 하여, 함상 구조물의 배치를 영국 해군의 ‘인플렉스블’(HMS Inflexible, 11,900톤)의 크기를 약간 작게 하고, 주 포탑의 배열을 반대로 설계한 디자인이다. 그러나 참고한 ‘인플렉스블’은 원양 항해 성능을 중시한 설계를 적용한 것으로 중심을 낮게 하기 위해 주 포탑 2기를 갑판에 배치했다. 그렇기 때문에 보일러실은 탄약고를 끼고 앞뒤로 분리 배치되었고, 선수 타워와 함미 상부 구조물이 격리되어 버렸다. 이러한 배치는 1기의 주포 탑이 함수에서 함미까지 편현 180도 + 반대 현측의 제한된 범위에 발사할 수 있기 때문에, 근대 전함의 기본형이 완성될 때까지 영국 해군의 ‘콜로서스급’과 이탈리아 해군의 ‘카이오두이리오급’ 등 각국의 주력함으로 꽤 채택되었다. 이후에 함대가 종진을 구성하게 되면 전후 방향에서 현측 방향에 대해 전체 주포를 향한 쪽이 형편이 좋은 것으로 판명된 뒤로 사용되지 않게 되었다.

## 설계
정원급의 기본 형태는 수면 아래에 예각 충각을 갖고, 건현이 높은 선체를 가진 점은 같은 시기의 독일 해군 장갑함과 같지만, 정원급의 선체 형상은 중앙부만 높은 긴 선수 누각형 선체를 채용하고 있는 점이 달랐다. 설계 단계에서 순항 시에는 항해하는 것을 고려하여 함의 앞뒤에 굵은 항해용 돛을 1개씩 가지고 있었지만, 건조를 하던 중에 기관 기술이 발달했기 때문에 항해 설비는 모두 폐기되었고, 대신 앞뒤로 밀리터리 돛을 장착했다. 밀리터리 돛은 돛의 상부 또는 중간에 가볍게 방어 망대를 설치하고, 거기에 37mm ~ 47mm급의 기관포 (속사포) 몇 개를 배치한 마스트부 갑판에 통행을 위해 돌출된 통로를 마련할 수 있었다. 현측의 수선 부분은 두께 355mm의 복합 갑철을 붙여 강력한 방어력 갖추었다. 이것은 이때부터 프랑스 해군에서 개발된 어뢰정에 의한 기습 공격을 요격하기 위해 멀리까지 볼 수 있고, 장애물이 적은 높은 곳에 대어뢰 격퇴용 속사포 또는 기관포를 배치한 것이 그 시초로 한다. 모양의 차이는 있지만, 그 시대의 열강 각국의 대형함에는 필수 장비였다. 정원급의 밀리터리 돛대에는 오찌키스 사의 ‘47mm (43구경) 단장기포’ 2기, ‘37mm (23구경) 5연장 개틀링포’ 8기가 장착되어 있었다. 전장은 2단의 조망대가 있고, 후방의 밀리터리 돛대는 상부에만 1단의 조망대가 있었다.

## 함선
| 이름 | 제조        | 건조시간                           | 복역일                                                                          | 최후                  |
| ---- | ----------- | ---------------------------------- | ------------------------------------------------------------------------------- | --------------------- |
| 정원 | 불칸 슈테틴 | 1881년 3월 31일～ 1881년 12월 28일 | 1885년 10월 29일 ～1895년 2월 10일                                              | 1895년 2월 10일 자침  |
| 진원 | 불칸 슈테틴 | 1882년 3월 1일 ～1882년 11월 28일  | 청나라：1885년 3월 1일 ～1895년 2월 17일 일본：1898년 3월 21일～ 1911년 4월 1일 | 1912년 4월 6일에 해체 |